# Qods
Qods (farsi قدس) è il capoluogo dello shahrestān di Qods, circoscrizione Centrale, nella provincia di Teheran in Iran. Aveva, nel 2006, una popolazione di 229.354 abitanti. Si trova a ovest di Teheran.